# バーリントン国際空港
バーリントン国際空港（英: Burlington International Airport）は、アメリカ合衆国バーモント州バーリントンにある国際空港。国内線のみだが州内最大の空港である、観光目的の利用が多く、旅客数は季節的に変動する。

## 就航路線
| 航空会社                   | 就航地                                                                               |
| -------------------------- | ------------------------------------------------------------------------------------ |
| アメリカン航空             | (季節)フィラデルフィア                                                               |
| アメリカン・イーグル       | シャーロット、フィラデルフィア、ワシントン/レーガン、 (季節)シカゴ、ダラス、マイアミ |
| デルタ航空                 | アトランタ、 (季節)ミネアポリス                                                      |
| デルタ・コネクション       | アトランタ、ニューヨーク/JFK、デトロイト、ニューヨーク/ラガーディア                  |
| ユナイテッド航空           | (季節)デンバー、シカゴ/オヘア、ニューアーク、ワシントン/ダレス                       |
| ユナイテッド・エクスプレス | ニューアーク、シカゴ/オヘア、ワシントン/ダレス                                       |
| フロンティア航空           | (季節)デンバー、オーランド                                                           |
| ジェットブルー航空         | ニューヨーク/JFK                                                                     |
| サンカントリー航空         | ミネアポリス                                                                         |

### 貨物便
- フェデックス・エクスプレス
- UPS航空
- Royal Air Freight

## 空港アクセス
レンタカー
HERTZのカウンターがバーリントン空港の荷物受け取るターミナルの直前にあるので、申し込みをしていけば荷物を受け取り後、車の鍵をもらってそのまま空港横の駐車場に行ける。
タクシー
ダウンタウンまで、15分、$20。
バス
ダウンタウン行き　平日30分毎　土日1時間毎。